# Piotr Langosz
Piotr Jerzy Langosz (Świętochłowice, 5 aprile 1951) è un ex cestista e allenatore di pallacanestro polacco.

## Carriera
Con la Polonia ha disputato i Giochi olimpici di Monaco 1972 e due edizioni dei Campionati europei (1973, 1975).

## Palmarès

### Giocatore
- Campionato polacco: 2

Wisła Cracovia: 1973-74, 1975-76